# Równowaga i równoważność
Równowaga i równoważność – bliskoznaczne pojęcia mechaniki teoretycznej dotyczące działania układu sił skupionych na idealnie sztywne ciała fizyczne. Mówimy, że dwa różne układy sił są równoważne, gdy ich działanie na to samo ciało, w tych samych warunkach, wywołuje identyczne skutki. Jeżeli to działanie jest zerowe, mamy do czynienia ze stanem równowagi ciała. W tym stanie siły działające na ciało równoważą się, tzn. pozostają w równowadze.

## Redukcja układu sił do punktu
W przypadku ogólnym dowolny układ sił skupionych {\displaystyle \mathbf {\vec {F}} _{i}} działających na ciało nieskończenie sztywne w przestrzeni fizycznej, można zredukować równoważnie do dwu wektorów.
Pierwszy z tych wektorów to tzw. wektor główny układu {\displaystyle \mathbf {\vec {F}} ,} który jest określony wzorem
(1){\displaystyle {}\quad \mathbf {\vec {F}} =\sum _{i=1}^{n}\mathbf {\vec {F}} _{i}.}
Ze wzoru tego wynika, że ten wektor nie zależy od tego jaki punkt obieramy za biegun redukcji układu sił.
Natomiast drugi wektor {\displaystyle \mathbf {\vec {M}} ,} tzw. główny wektor momentu układu, może być obliczony tylko wówczas, kiedy znany jest biegun redukcji {\displaystyle 0} określony jego współrzędnymi w przyjętym układzie współrzędnych {\displaystyle 0xyz.} Najczęściej przyjmuje się, że biegun ten pokrywa się z początkiem {\displaystyle 0} układu. W tym przypadku wektor {\displaystyle \mathbf {\vec {M}} } jest określony wzorem
(2){\displaystyle {}\quad \mathbf {\vec {M}} =\sum _{i=1}^{n}\mathbf {\vec {M}} _{i}=\sum _{i=1}^{n}\mathbf {\vec {r}} _{i}\times \mathbf {\vec {F}} _{i},}
w którym {\displaystyle \mathbf {\vec {r}} _{i}} jest wektorem wodzącym początku wektora {\displaystyle \mathbf {\vec {F}} _{i}.}
Wektory {\displaystyle \mathbf {\vec {F}} } i {\displaystyle \mathbf {\vec {M}} } otrzymane w wyniku równoważnej redukcji wyjściowego układu sił do punktu {\displaystyle 0} są najprostszym równoważnikiem tego układu.
Opisany sposób redukcji dowolnego układu sił skupionych został dokonany przy arbitralnie przyjętym położeniu bieguna {\displaystyle 0,} od przyjęcia którego zależy wektor główny {\displaystyle \mathbf {\vec {M}} } momentu układu. Powstaje więc pytanie, w jaki sposób zmiana położenia bieguna wpływa na wynik redukcji danego układu sił.
Ze wzoru (1) wynika, że wektor główny {\displaystyle \mathbf {\vec {F}} } nie zależy od położenia bieguna i nie zmienia ani swojej normy, ani kierunku. Ten wektor jest więc (pierwszym) niezmiennikiem zmiany położenia bieguna {\displaystyle 0.} Okazuje się, że istnieje jeszcze drugi niezmiennik tej zmiany. Jest nim iloczyn skalarny {\displaystyle \mathbf {\vec {F}} \cdot \mathbf {\vec {M}} _{0}=\mathbf {\vec {F}} \cdot \mathbf {\vec {M}} _{C}=\mathrm {const} .} Niezmienniczość tę można łatwo wykazać.

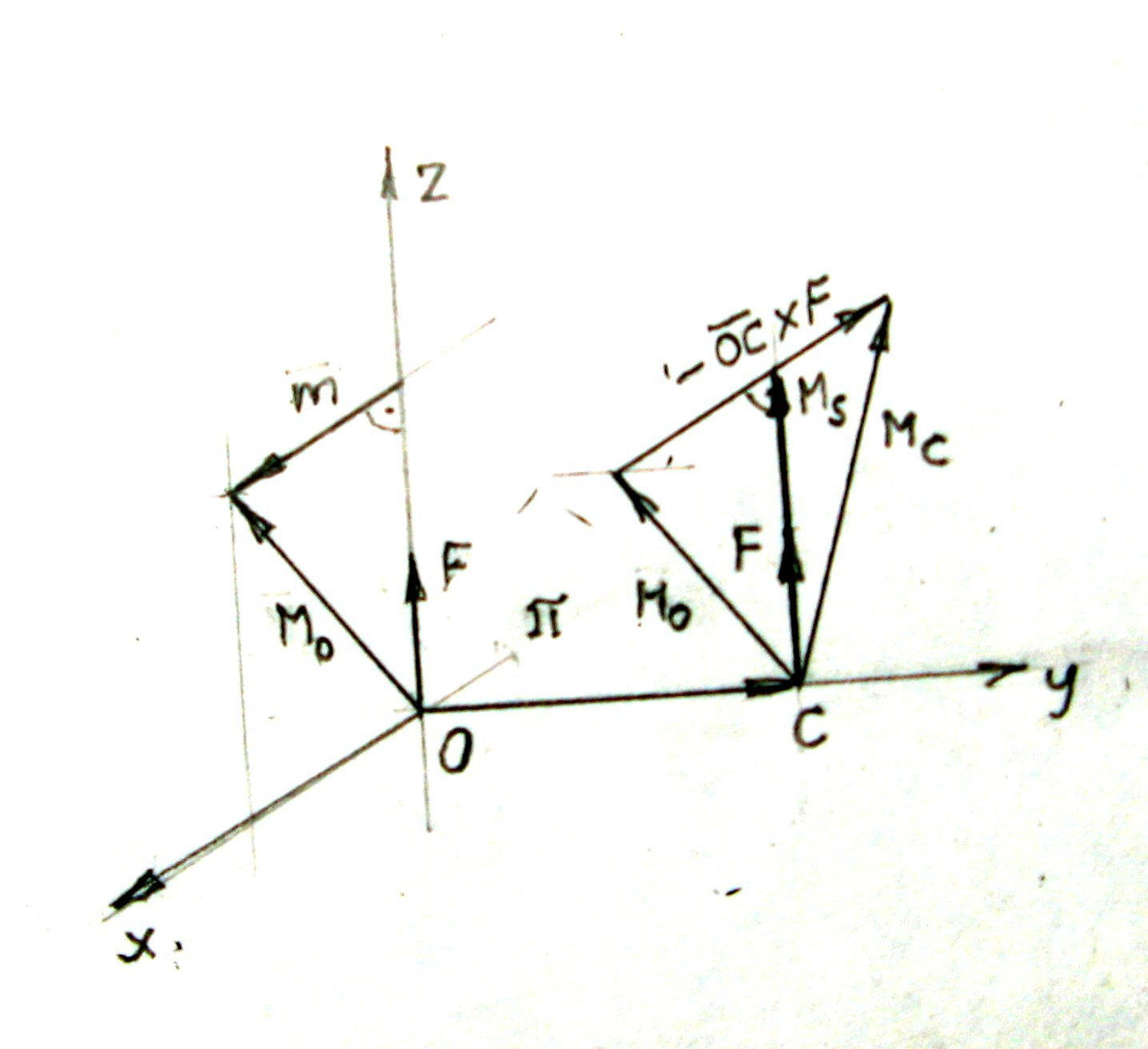
Rys. 1 – redukcja układu sił do skrętnika

Niech nowym biegunem redukcji będzie punkt {\displaystyle C} o wektorze wodzącym {\displaystyle \mathbf {\vec {0C}} .} Wektory {\displaystyle \mathbf {\vec {F}} } i {\displaystyle \mathbf {\vec {0C}} } wyznaczają płaszczyznę {\displaystyle \pi .} Redukcja do punktu {\displaystyle 0} prowadziła do uzyskania wektorów {\displaystyle \mathbf {\vec {F}} } i {\displaystyle \mathbf {\vec {M_{0}}} ,} a redukcja do punktu {\displaystyle C} – do uzyskania wektorów {\displaystyle \mathbf {\vec {F}} } i {\displaystyle \mathbf {\vec {M_{C}}} .} Pomiędzy tymi wektorami zachodzi prosty związek
{\displaystyle \mathbf {\vec {M_{C}}} =\mathbf {\vec {M_{0}}} -\mathbf {\vec {0C}} \times \mathbf {\vec {F}} .}
Mnożąc skalarnie ten związek przez {\displaystyle \mathbf {\vec {F}} ,} otrzymujemy
{\displaystyle \mathbf {\vec {F}} \cdot \mathbf {\vec {M_{C}}} =\mathbf {\vec {F}} \cdot \mathbf {\vec {M_{0}}} -\mathbf {\vec {F}} \cdot (\mathbf {\vec {0C}} \times \mathbf {\vec {F}} )=\mathbf {\vec {F}} \cdot \mathbf {\vec {M_{0}}} =\mathrm {const} .}
Można teraz postawić pytanie: gdzie powinien znaleźć się punkt {\displaystyle C} tak, aby było
{\displaystyle \mathbf {\vec {0C}} \times \mathbf {\vec {F}} =\mathbf {\vec {m}} .}
Biorąc pod uwagę prostopadłość wektorów, otrzymujemy:
{\displaystyle {\overline {0C}}^{*}\!\!={\frac {|\mathbf {\vec {m}} |}{|\mathbf {\vec {F}} |}}.}
Odległość tę odmierzamy w kierunku wyznaczonym przez wektor {\displaystyle \mathbf {\vec {F}} \times \mathbf {\vec {M}} _{0}.}
Wektor {\displaystyle \mathbf {\vec {M}} _{S}} określa wzór
{\displaystyle \mathbf {\vec {M}} _{S}=\mathbf {\vec {M}} _{0}-\mathbf {\vec {m}} =\mathbf {\vec {M}} _{0}-\mathbf {\vec {0C}} ^{*}\!\!\times \mathbf {\vec {F}} .}
Redukcja układu sił do tak wyznaczonego punktu {\displaystyle C} pozwala wyznaczyć dwa wektory: wektor główny {\displaystyle \mathbf {\vec {F}} } i tzw. skrętnik układu {\displaystyle \mathbf {\vec {M}} _{S}} (rys. 1).

## Redukcja analityczna
Rozważmy w trójwymiarowej przestrzeni fizycznej nieskończenie sztywną bryłę materialną, na którą działa w sposób statyczny skończona liczba sił skupionych. Analityczny opis działania tych sił wymaga podania współrzędnych każdej siły {\displaystyle \mathbf {\vec {F}} _{i}} i jej wektora wodzącego {\displaystyle \mathbf {\vec {r}} _{i}\equiv {\vec {0A_{i}}}} liczonego od początku {\displaystyle 0} przyjętego układu współrzędnych kartezjańskich {\displaystyle 0xyz} do punktu {\displaystyle A_{i}} przyłożenia siły {\displaystyle \mathbf {\vec {F}} _{i}.} Przyjmiemy zatem, że
{\displaystyle \mathbf {\vec {F}} _{i}=[X_{i}\ Y_{i}\ Z_{i}],\quad \mathbf {\vec {r}} _{i}=[x_{i},y_{i},z_{i}],\quad i=1,2,\dots ,n.}
W rozważanym przypadku układ sił sprowadzamy do wektora głównego {\displaystyle \mathbf {\vec {F}} } i momentu głównego {\displaystyle \mathbf {\vec {M}} } liczonego względem punktu {\displaystyle 0,} przy czym
(1a){\displaystyle {}\quad \mathbf {\vec {F}} =[F_{x},F_{y},F_{z}],\qquad \mathbf {\vec {M}} =[M_{x},M_{y},M_{z}]}
(1b){\displaystyle {}\quad \mathbf {\vec {F}} =\sum _{i=1}^{n}\mathbf {\vec {F}} _{i},\quad \mathbf {\vec {M}} =\sum _{i=1}^{n}\mathbf {\vec {M}} _{i}=\sum _{i=1}^{n}\mathbf {\vec {r}} _{i}\times \mathbf {\vec {F}} _{i}.}
Wzory (1) rozpisane we współrzędnych przybierają postać sześciu formuł
(2a){\displaystyle {}\quad F_{x}=\sum _{i=1}^{n}X_{i},\quad F_{y}=\sum _{i=1}^{n}Y_{i},\quad F_{z}=\sum _{i=1}^{n}Z_{i},}
(2b){\displaystyle {}\quad M_{x}=\sum _{i=1}^{n}(y_{i}Z_{i}-z_{i}Y_{i}),\quad M_{y}=\sum _{i=1}^{n}(z_{i}X_{i}-x_{i}Z_{i}),}
(2c){\displaystyle {}\quad M_{z}=\sum _{i=1}^{n}(x_{i}Y_{i}-y_{i}X_{i}).}
Warunki równowagi układu można teraz zapisać albo wektorowo
(3){\displaystyle {}\quad \mathbf {\vec {F}} =\mathbf {0} \quad {}} i {\displaystyle {}\quad \mathbf {\vec {M}} =\mathbf {0} ,}
albo we współrzędnych
(4){\displaystyle {}\quad F_{x}=F_{y}=F_{z}=M_{x}=M_{y}=M_{z}=0,}
korzystając ze wzorów (2).

## Interpretacje graficzne
Przedstawimy teraz metody graficzne rzadziej stosowane, a ponadto trudniejsze w realizacji analitycznej. Celem prezentacji jest pokazanie różnych wariantów redukcji ogólnych układów sił do prostszych równoważników.

### Metoda 1
Dane są wektory {\displaystyle \mathbf {\vec {F}} } i {\displaystyle \mathbf {\vec {M}} } otrzymane w wyniku redukcji pewnego układu sił do dowolnie obranego punktu {\displaystyle 0.}
Te dwa wektory można teraz zredukować równoważnie do dwóch sił {\displaystyle \mathbf {\vec {P}} _{1}} i {\displaystyle \mathbf {\vec {P}} _{2}} nie leżących w jednej płaszczyźnie. O takich siłach możemy powiedzieć, że tworzą dwójkę zwichrowaną (wichrowatą).

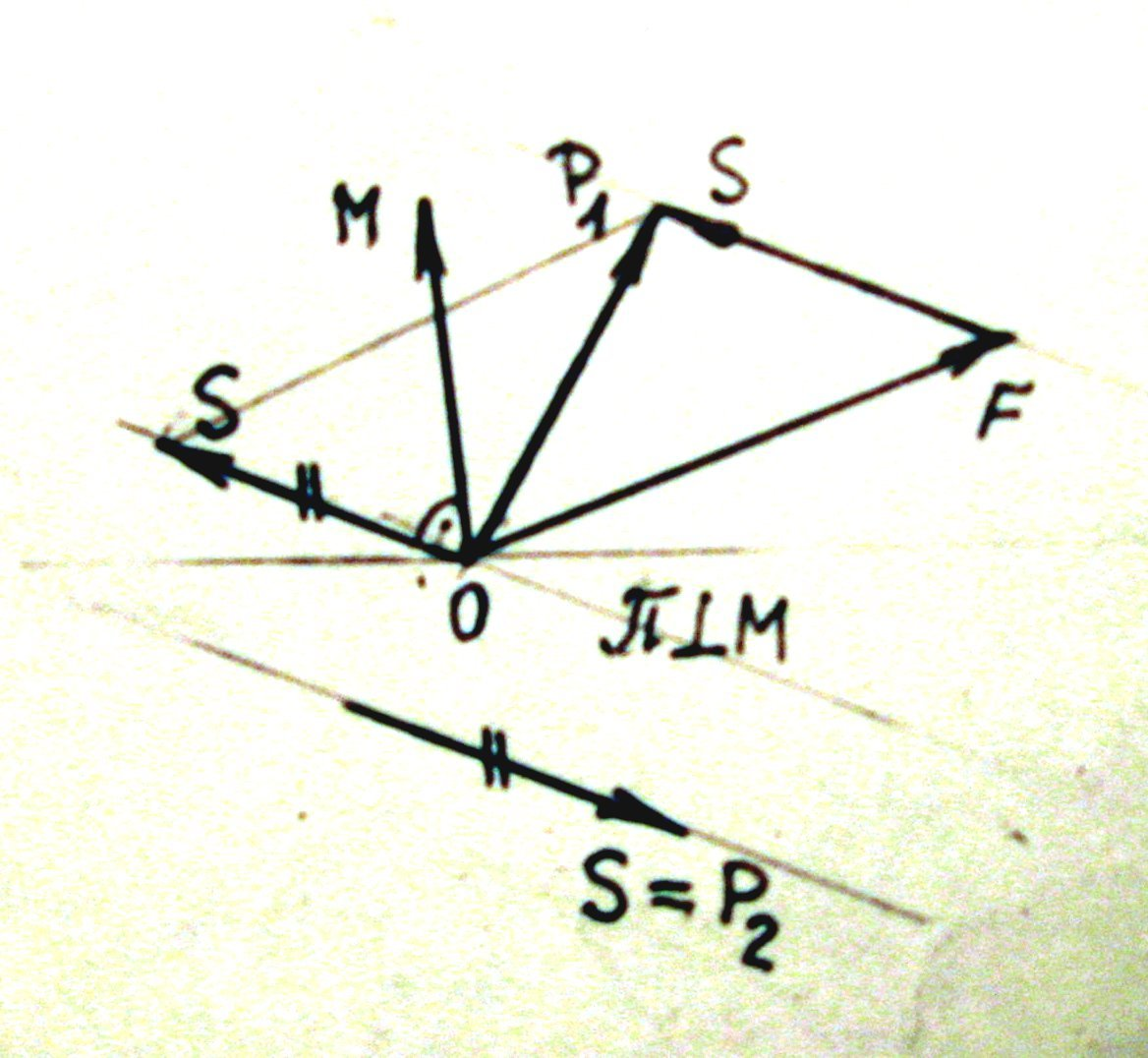
Rys. 2 – redukcja układu sił do „dwójki zwichrowanej”

W tym celu przez punkt {\displaystyle 0} prowadzimy płaszczyznę {\displaystyle \pi } prostopadłą do wektora {\displaystyle \mathbf {\vec {M}} .} Na płaszczyźnie tej umieszczamy parę sił {\displaystyle \mathbf {\vec {S}} } o momencie równym {\displaystyle \mathbf {\vec {M}} } i tak aby punkt {\displaystyle 0} leżał na linii działania jednej z nich. Sumujemy dwa współśrodkowe wektory {\displaystyle \mathbf {\vec {S}} } i {\displaystyle \mathbf {\vec {F}} } i otrzymujemy w ten sposób dwa wektory {\displaystyle \mathbf {\vec {P}} _{1}} i {\displaystyle \mathbf {\vec {P}} _{2}} nie leżące na jednej płaszczyźnie, czyli zwichrowane i równoważne dwom wektorom wyjściowym {\displaystyle \mathbf {\vec {F}} } i {\displaystyle \mathbf {\vec {M}} .}

### Metoda 2
Opiszemy teraz inny sposób redukcji dowolnego układu sił {\displaystyle \mathbf {\vec {F}} _{i},\;i=1,2,3,\dots n,} działających na ciało idealnie sztywne, do równoważnego układu trzech sił {\displaystyle \mathbf {\vec {W}} _{1},\mathbf {\vec {W}} _{2},\mathbf {\vec {W}} _{3}} działających w punktach {\displaystyle 0_{1},0_{2},0_{3}} nie leżących na jednej prostej.
Siły skupione {\displaystyle \mathbf {\vec {F}} _{i}} działają na ciało w punktach {\displaystyle A_{i}.} Jeżeli teraz przez każdy punkt {\displaystyle A_{i}} poprowadzimy trzy proste wyznaczone przez odcinki {\displaystyle {\overline {0_{1}A_{i}}},{\overline {0_{2}A_{i}}},{\overline {0_{3}A_{i}}},} to każdą z sił {\displaystyle \mathbf {\vec {F}} _{i}} można rozłożyć na trzy składowe {\displaystyle F_{1i},F_{2i},F_{3i}} przechodzące przez punkty {\displaystyle 0_{1},0_{2},0_{3}} według reguły równoległościanu zbudowanego na wierzchołkach {\displaystyle A_{i},0_{1},0_{2},0_{3}.} Te składowe można przesunąć po liniach ich działania odpowiednio do punktów {\displaystyle 0_{1},0_{2},0_{3}.} W ten sposób w punktach {\displaystyle 0_{1},0_{2},0_{3}} utworzone zostają trzy pęki po {\displaystyle n} sił koncentrycznych, które można zesumować, otrzymując trzy poszukiwane wektory {\displaystyle \mathbf {\vec {W_{1}}} ,\mathbf {\vec {W_{2}}} ,\mathbf {\vec {W_{3}}} .}
Na to, aby układ pozostawał w równowadze, muszą być spełnione warunki
{\displaystyle \mathbf {\vec {W}} =\mathbf {\vec {W_{1}}} +\mathbf {\vec {W_{2}}} +\mathbf {\vec {W_{3}}} =\mathbf {0} ,}
{\displaystyle \mathbf {\vec {M}} =\mathbf {\vec {r}} \times \mathbf {\vec {W}} =\mathbf {\vec {r}} _{1}\times \mathbf {\vec {W_{1}}} +\mathbf {\vec {r_{2}}} \times \mathbf {\vec {W_{2}}} +\mathbf {\vec {r_{3}}} \times \mathbf {\vec {W_{3}}} =\mathbf {0} .}

### Metoda 3
Jako trzeci ze sposobów redukcji można przytoczyć postępowanie opisane w pkt. 1. Dodatkowo trzeba tu podkreślić, że wyznaczony tam punkt {\displaystyle 0} może być przesuwany po prostej równoległej do osi {\displaystyle 0z} układu współrzędnych. Prosta ta nosi nazwę osi centralnej układu.